# Эйгес, Рувим Манасиевич
Рувим Манасиевич Эйгес (при рождении Рувин-Ицко Менаше-Ниселевич Эйгес, в быту Роман Михайлович; 1840, Вильна — 10 апреля 1926, Мценск) — русский врач, один из пионеров анестезии в России, драматург.

## Биография
Родился в 1840 году в Вильне, был старшим ребёнком в семье Мнаше-Нисона (Менаше-Ниселя) Ицковича Эйгеса (1815—1866) и Песи-Тойбы Ицко-Михелевны Эйгес (1820—1866), также уроженцев Вильны. Семья проживала в доме Миллера на Немецкой улице. Родители скоропостижно умерли от холеры — 25 (отец) и 28 (мать) августа 1866 года там же.
20 июля 1870 года окончил Императорский Московский университет по медицинскому факультету. Работал эвакуационным врачом в Киевском военном округе, во время русско-турецкой войны 1877—1878 годов под руководством Н. И. Пирогова проводил эфирную анестезию при оперативных вмешательствах во время боевых действий в Болгарии.
Служил земским (затем уездным и городовым) врачом, последовательно в Белополье и Богодухове Харьковской губернии (1870-е годы), Судже Курской губернии (с 1876 года), Кромах, Брянске (уездный врач в 1888 году), Ливнах и Мценске Орловской губернии (городовой врач с 1907 года, с 1917 года и до конца жизни амбулаторный врач). Как коллежский советник был удостоен личного дворянства (1898), к 1909 году был статским советником. Был членом правления Библиотеки имени И. С. Тургенева в Мценске, жил с семьёй в доме Фортунатова на Городской улице. Награждён грамотой Народного Героя Труда.
В 1912 году отдельным изданием вышла его пьеса из еврейской жизни «На распутье» в шести действиях с эпилогом, с посвящением недавно умершей супруге, переводчице Софье Моисеевне Эйгес.
Архив Р. М. Эйгеса был передан его внучкой на хранение в Хоутонскую библиотеку Гарвардского университета.

## Семья
В семье Эйгес росло 11 детей (двое из которых умерли в раннем возрасте):
- Дочери — Екатерина Романовна Эйгес (1890—1958), поэтесса и библиотечный работник, возлюбленная поэта С. А. Есенина, была замужем за математиком П. С. Александровым[8]; Анна Романовна Эйгес (1873/1874—1966), переводчица («Страдания молодого Вертера» Гёте, 1893, 1937; драма «Царица Тамара» Кнута Гамсуна, 1908, 1910, 1912)[14], фельдшер[15]; Надежда Романовна Эйгес (1883—1975), педагог, основательница первых в России яслей.
- Сыновья — профессор Владимир Эйгес (1876—1949), философ и математик; Константин Эйгес, композитор; Иосиф Эйгес (1887—1953), литературовед, музыковед и музыкальный педагог; Александр Эйгес (1880—1944), математик; Вениамин Эйгес (1888—1956), художник; Евгений Эйгес (1878—1957), врач, в 1920-е годы работал специалистом по внутренним болезням во врачебно-консультационной комиссии № 2 в Москве[16].